# I Died a Thousand Times
I Died a Thousand Times (br.: Morrendo a cada instante / pt.: Morri mil vezes) é um filme policial noir estadunidense de 1955, dirigido por Stuart Heisler. 
É uma refilmagem quase fiel de High Sierra de 1941, que por sua vez foi adaptado de um romance de W.R. Burnett, com a diferença de que o personagem do negro estereotipado do comediante Willie Best do filme original foi substituído aqui pelo mexicano estereotipado interpretado por Gonzales-Gonzales. 
A mesma história já fora refilmada antes, como um faroeste de 1949 chamado Colorado Territory.

## Elenco
- Jack Palance...Roy Earle / Roy Collins
- Shelley Winters...Marie Garson
- Lori Nelson...Velma
- Lee Marvin...Babe Kossuck
- Pedro Gonzalez Gonzalez...Chico
- Lon Chaney Jr....Big Mac
- Earl Holliman...Red
- Perry Lopez...Louis Mendoza
- Richard Davalos...Lon Preisser
- Howard St. John...Doc Banton
- Nick Adams...mensageiro
- Dennis Hopper...Joe
- Ralph Moody...Pa Goodhue
- Olive Carey...Ma Goodhue
- Dub Taylor...Ed
- Paul Brinegar...Motorista de ônibus
- James Millican...Jack Kranmer

## Sinopse
O gângster Roy "Mad Dog" Earle cumpriu pena de 8 anos  por assalto a banco até sair ao obter perdão governamental. Ele recebe a proposta para realizar um novo assalto, planejado pelo chefão de Chicago, Big Mac, e se dirige até Sierra Nevada para se encontrar com os demais membros da quadrilha. São eles os jovens inexperientes Red e Babe - este acompanhado da dançarina Marie. Roy manda Marie embora mas ela consegue convencer-lhe a deixá-la ficar e flerta com ele. Mas Roy está mais interessado em Velma, a neta com um problema no pé de um casal de fazendeiros arruinados de Ohio que conhecera no caminho. Roy e os outros aguardam o sinal de Louis Mendoza, funcionário do hotel que será o alvo do roubo.

## Recepção
Bosley Crowther escreveu para o The New York Times não ter gostado do remake, especificamente do roteiro e sua mensagem equivocada (em tradução livre): "De alguma maneira não é tão tocante quanto quando apareceu pela primeira vez há quatorze anos. E o problema não é exatamente o Senhor Palance...Não é tão comovente por ser  antiquado e absurdo—-o tipo de glorificação de bandido que já estava obsoleta quando High Sierra foi lançado. É um insulto às instituições sociais e inteligência do público puxar dos arquivos esse velho herói mitológico e colocá-lo novamente no topo da montanha. A pretensão é tão brusca e sentimental que fazer isso é totalmente cliché. E a atuação não melhora isso muito...É óbvio que High Sierra iria lindamente vir terra abaixo "
Mais recentemente, o crítico Dennis Schwartz escreveu: "Esta refilmagem é quase desnecessária, mas pelo menos mantém as mesmas coisas do romance e dá ao público a chance de observar Jack Palance no papel que Bogie tornou um clássico e Shelley Winters substituindo Ida Lupino. Apesar de ambos os atores se sairem bem, não há comparação possível com a lendária dupla original. Eu acho uma coisa sobre remakes de clássicos, acredito que não existe um momento propício para realizá-los...Eu não tenho problemas com o pico, de fato funciona bem. Se não fosse uma refilmagem desnecessária eu acho que pensaria mais nisto".